# Onthophagus tripolitanus
Onthophagus tripolitanus es una especie de insecto del género Onthophagus, familia Scarabaeidae, orden Coleoptera.
Fue descrita científicamente por Heyden en 1890.